# Acyrthosiphon purshiae
Acyrthosiphon purshiae är en insektsart som först beskrevs av Palmer 1938.  Acyrthosiphon purshiae ingår i släktet Acyrthosiphon och familjen långrörsbladlöss. Inga underarter finns listade i Catalogue of Life.